# Camp de presoners de l'Hospitalet de l'Infant
El camp de presoners de l'Hospitalet de l'Infant va ser un camp de concentració i treball dirigit pel bàndol republicà durant la Guerra Civil Espanyola (1936-1939) en aquesta localitat homònima. El seu nom tècnic era Camp de Treball núm.2 del Servei d'Investigació Militar i tenia l'objectiu principal de concentrar als presoners del bàndol nacional que treballaven en la construcció de les fortificacions del Coll de Balaguer. El camp va estar actiu des del mes d'abril de 1938 fins a finals de setembre del mateix any, moment en què va ser traslladat a l'Alt Urgell.

## Antecedents
Per tal d'entendre la raó d'aquest camp de presoners cal comprendre la gran dimensió estratègica que el Coll de Balaguer va prendre en el decurs del final de la guerra. A mesura que el conflicte avançava, també ho feien les posicions de l'exèrcit franquista en territori republicà, el que va obligar aquests a fortificar Catalunya. Així les coses, el general Vicente Rojo va dissenyar una gran operació de fortificació a partir de diverses línies de defensa on el Coll de Balaguer va esdevenir un punt fonamental per la protecció de Catalunya.
D'aquesta manera, el Coll de Balaguer es va projectar com un cul-de-sac en el qual aturar l'avanç franquista, el que va exigir un gran nombre de fortificacions, tals com trinxeres, refugis, polvorins, bateries d'artilleria antiaèria, nius de metralladora, entre d'altres. Així, a principis de l'any 1938 Ramon Tasis, director general dels Serveis Correccionals de Catalunya, va acordar amb el Ministeri de Governació i el Ministeri de Defensa la necessitat d'ubicar a l'Hospitalet de l'Infant un camp de presoners amb els que construir totes aquestes fortificacions.

## El camp de presoners
Aquest camp de presoners es trobava, igual que la resta de camps dependents de la República, dirigits i organitzats administrativament pel Servei d'Investigació Militar (SIM) que depenia al seu torn del Ministeri de Defensa.
La direcció del camp quedava encomanada a una unitat administrativa conformada per un director de camp designat pel Ministeri de Justícia, el qual era auxiliat per un subdirector. Aquestes posicions van ser ocupades per Manuel Astorga i pel tinent Monroy respectivament. L'estructura del camp la complementaven els caps de destacament i caps de servei a més d'un nombrós grup de vigilants.
El camp es va situar en una finca rústica propietat de l'església local coneguda amb el nom del Garroferal, arribant a cobrir una superfície de fins a 1,23 km² o de 7,53 ha. Es trobava situat entre la platja, el carrer de les Barques, el riu Llastres, la Via Augusta i el carrer del Mar, quedant tot delimitat per filferro per evitar possibles fugides. Per tal de facilitar l'administració del camp, el SIM va confiscar també les cases limítrofes, com la casa dels carrabiners de la plaça de la Marina, la casa dels Xacano, la casa del comandant César Gimeno o la casa dels Loscos.
Pel que fa a la resta d'infrestructures del camp aquestes destaquen per la improvisació i deixadesa amb què es van construir, fruit sense dubte de la celeritat amb què es va edificar el camp, destacant només unes latrines, trinxeres a mode d'habitacles, uns murs i una petita cuina. Com a mesura d'alarma el camp només disposava de la campana de la parròquia que, lligada a un garrofer proper, permetia avisar a no només als integrants del camp, sinó també a la resta de vilatans de possibles bombardejos.
Van ser precisament aquests atacs aeris els que van obligar a traslladar a finals d'agost de 1938 el camp cap a l'interior del territori, a Mas Genesies, al terme de Vandellòs. A Tivissa si va ubicar un camp de treball auxiliar més petit que tenia la funció de construir la pista militar de Gavadà.
Finalment, i a causa de la derrota republicana a la batalla de l'Ebre, el camp de presoners es va traslladar definitivament el 23 de setembre de 1938 a Montferrer, Alt Urgell.

## Vida al camp de presoners
El 14 d'abril de 1938 arribava a les 00.00 h a l'estació de tren de l'Hospitalet de l'infant, en aquells moments Hospitalet del Mar, un tren procedent del penal de Sant Miquel dels Reis de València. D'aquest comboi es van baixar entre 700 o 800 presoners, la majoria militars del bàndol sollevat fets presoners el gener del 1938 a la batalla de Teruel, així com civils, la majoria clergues. Aquests serien els primers presoners del camp, als que posteriorment sel's anirien afegint més captius fins a arribar a la terrible xifra de 2.500 homes.
L'arribada d'aquests primers presoners va ser tan prematura, que el camp encara no estava llest, raó per la qual es va obligar els presoners a dormir al ras a la plaça del Pou del poble durant les dues nits següents. Un cop el camp de presoners va ser finalitzat, es va començar a imposar un règim del terror caracteritzat per extenses jornades de treball, execucions sense judici, fam i en general, un tracte inhumà. Així les coses, la jornada començava a les 6 del matí amb un recompte de presoners seguit del repartiment d'un escàs esmorzar, per, tot seguit, encetar el camí a peu fins a les fortificacions. Al migdia tornaven a formar per dinar, reprenent la feina fins ben entrada la tarde nit, moment en què tornaven a l'Hospitalet a peu, completant així un total de 12 km diaris. Un cop al camp, se'ls donava sopa abans que marxessin a dormir als forats del terra que ells mateixos havien perforat.
En ocasions les sortides del camp per anar a construir les fortificacions s'allargaven més d'un dia, arribant en algun cas fins als 40 dies, el que ocasionava una extenuació als presoners tal, que alguns d'ells van arribar a morir en les obres de fortificació, essent enterrats en una fossa de la zona.
Com hem esmentat, els presoners van haver de sofrir afusellaments, especialment propensos entre els religiosos així com entre tot aquell que tractava fugir del camp. En aquest cas eren enterrats en clots situats dins del camp que ells mateixos havien de foradar prèviament.
Per acabar, caldria mencionar que tant els presoners com els guardians del camp van haver d'enfrontar nombrosos bombardejos de l'aviació feixista italiana, causant alguns d'ells diversos morts.

## Fi del camp i de la guerra
Després que el camp fos traslladat als Pirineus el setembre de 1938, i enfront de l'inexorable avanç franquista, es va prendre la decisió de travessar la frontera francesa juntament amb un gran nombre d'exiliats republicans. Gran part dels integrants del ja desaparegut camp de presoners van anar a parar al camp de concentració d'Argelers de la Marenda, al sud de França. Allà els principals dirigents del camp, Astorga i Monroy no van poder fugir dels que un dia varen ser els seus presoners, posant fi aquests últims a la vida dels que havien estat els seus captors durant gairebé un any.

## Actualitat

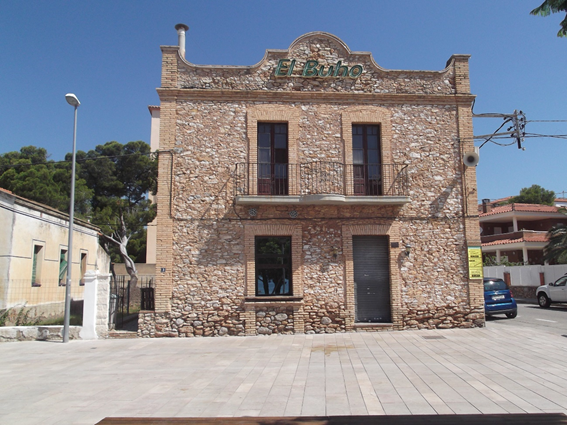
Actual vista de la casa dels Xacano, emprada durant l'existència del camp de presoners com a oficina de tasques administratives.

Actualment el perímetre de l'antic camp de presoners es troba totalment desvirtuat, el que no impedeix que encara quedin certs vestigis, com alguns murs o algunes cases que van servir d'equipament auxiliar de camp.
En els darrers anys s'està portant a terme una campanya de recerca i recuperació històrica per tal de rememorar l'existència del camp de presoners de l'Hospitalet de l'infant i d'aquells 2.500 homes que van patir el seu terror.